# Margaretha Krook

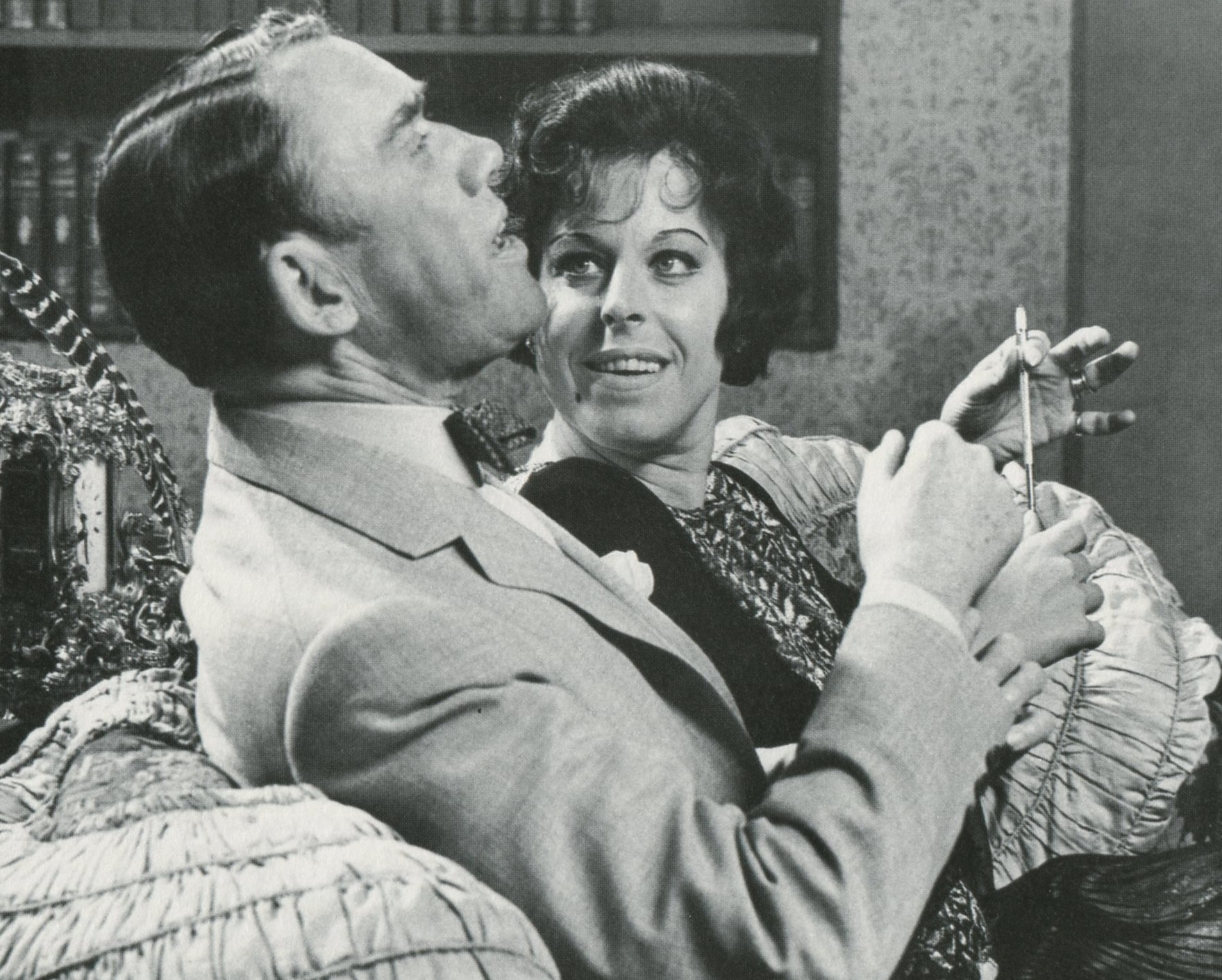
Margaretha Krook y Holger Löwenadler en 1963.

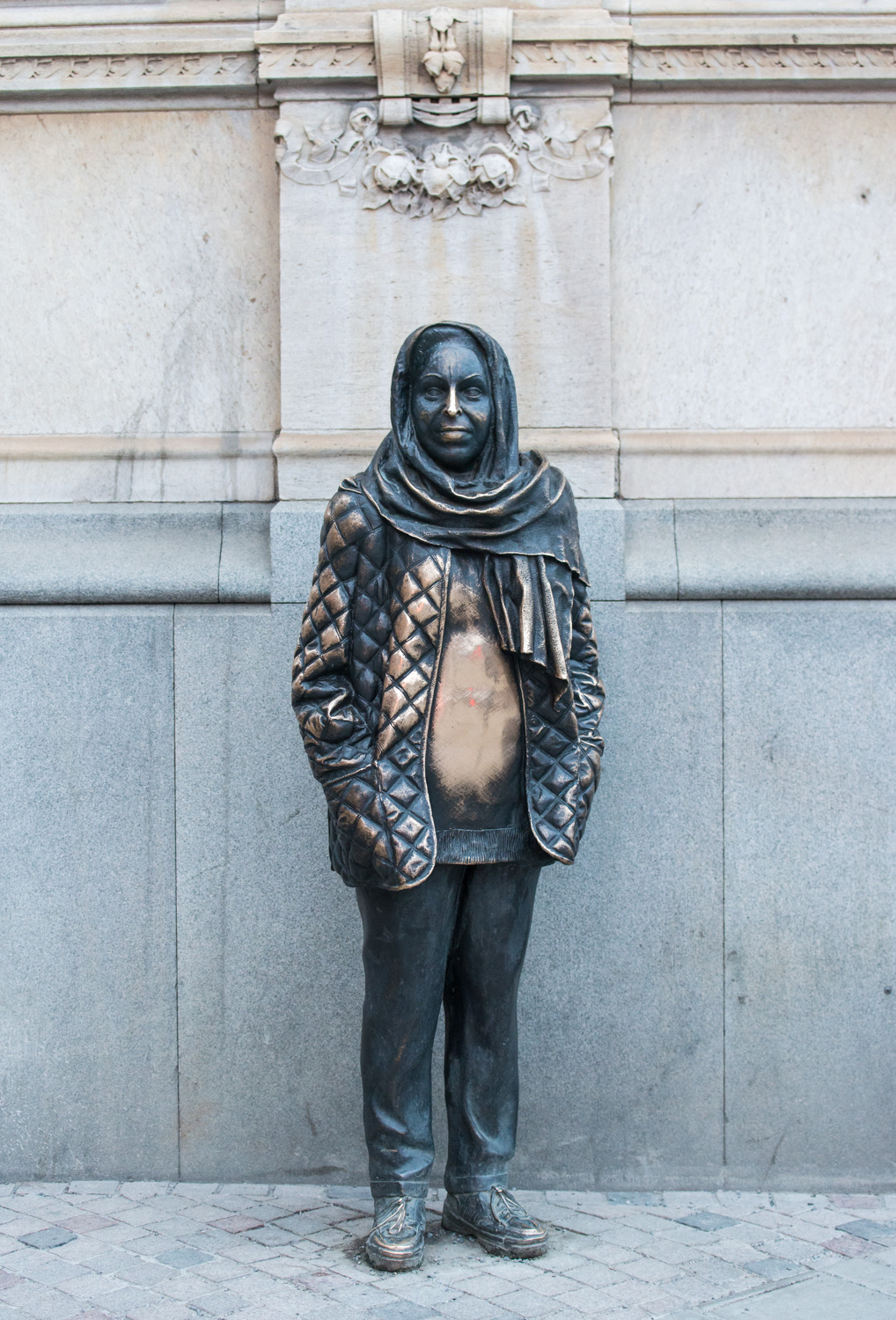
Estatua de Margaretha Krooks en el Teatro Dramaten de Estocolmo

Margaretha Krook (Estocolmo; 15 de octubre de 1925 - Ibídem; 7 de mayo de 2001) fue una actriz teatral y cinematográfica de nacionalidad sueca. Es considerada una de las actrices suecas más destacadas de su época, con un gran talento. Es conocida por leer en las noches de Año Nuevo de 1997 a 2000 el poema de Alfred Tennyson Ring Out, Wild Bells en Skansen, con retransmisión por parte de la Sveriges Television. Se le concedió el reconocimiento del gobierno de Suecia, quórum Illis, en 1995.

## Biografía

### Primeros años
Su nombre completo era Margareta Knutsdotter Krook, y nació en Estocolmo, Suecia, siendo sus padres el mayor Knut Krook (1872–1947) y Margareta Svensson (1900–1989). Se crio en Norrtälje. Tras una época como auxiliar de vuelo finalizada la Segunda Guerra Mundial, viajó a  Roma, volviendo después a Estocolmo, donde se formó en la escuela del Teatro Dramaten. Entre sus compañeros de estudios figuraban artistas como Jan-Olof Strandberg, Allan Edwall, Lars Ekborg, Max von Sydow y Jan Malmsjö. 

### Carrera de actriz
A lo largo de su carrera teatral asumió con frecuencia papeles destacados como el de Madre Coraje, Gertrude Stein, o el de la tercera esposa de Eugene O'Neill, Carlotta Monterey, actuando asimismo en la pieza de Lars Norén Och ge oss skuggorna, la cual fue también emitida por Sveriges Television. 
Hizo también papeles cómicos, en el teatro y en la pantalla, como el de la madre en el film de Gösta Ekman Morrhår och ärtor (1986), trabajando en varias películas de Tage Danielsson, como Släpp fångarne loss, det är vår! (1975), por la cual recibió el premio Guldbagge a la mejor actriz, y Picassos äventyr (1978). Además del cine, también actuó en el espectáculo de Hans Alfredson y Povel Ramel Tingel tangel på Tyrol en 1989 y 1990.
Fue legendaria su participación en el programa radiofónico På minuten, siendo también famosa su actuación en el sketch televisivo Skattkammarön. Fue recompensada con el Premio O'Neill en 1974. Las generaciones más jóvenes la conocen por sus grabaciones de la serie de libros infantiles de Eva Bexell Morfar prosten, que se editó en CD y casete.

### Muerte
Margaretha Krook falleció en el Hospital Ersta de  Estocolmo, Suecia, en el año 2001, a causa de un cáncer de pulmón. Sus restos fueron incinerados, y las cenizas esparcidas en el Cementerio Galärvarvskyrkogården de Estocolmo.

## Teatro
- 1948 : David Copperfield, de Charles Dickens y Max Maurey, escenografía de Olle Hilding, Teatro Dramaten
- 1949 : Lycko-Pers resa, de August Strindberg, escenografía de Göran Gentele, Dramaten
- 1949 : Muerte de un viajante, de Arthur Miller, escenografía de Alf Sjöberg, Dramaten
- 1949 : Sanningens pärla, de Zacharias Topelius, escenografía de Keve Hjelm, Dramaten
- 1949 : En dag av tusen, de Maxwell Anderson, escenografía de Olof Molander, Dramaten
- 1950 : Brand, de Henrik Ibsen, escenografía de Alf Sjöberg, Dramaten
- 1950 : La loca de Chaillot, de Jean Giraudoux, escenografía de Olof Molander, Dramaten
- 1950 : Erik XIV, de August Strindberg, escenografía de Alf Sjöberg, Dramaten
- 1950 : En radiobragd, de Charlotte Chorpenning, escenografía de Arne Ragneborn, Dramaten
- 1951 : La cabaña del tío Tom, de Harriet Beecher Stowe, escenografía de Carl-Henrik Fant, Dramaten
- 1951 : Amorina, de Carl Jonas Love Almqvist, escenografía de Alf Sjöberg, Dramaten
- 1951 : Diamanten, de Friedrich Hebbel, escenografía de Rune Carlsten, Dramaten
- 1951 : Simon trollkarlen, de Tore Zetterholm, escenografía de Arne Ragneborn, Dramaten
- 1952 : De vises sten, de Pär Lagerkvist, escenografía de Alf Sjöberg, Dramaten
- 1952 : Las furias, de Enrique Suárez de Deza, escenografía de Arne Ragneborn, Dramaten
- 1952 : Harlekino och Harlekina, de Else Fisher, escenografía de Kurt-Olof Sundström, Dramaten
- 1953 : Slå nollan till polisen, de Frederick Knott, escenografía de Keve Hjelm, Östgötateatern[6]
- 1961 : El jardín de los cerezos, de Antón Chéjov, escenografía de Bengt Ekerot, Stockholms stadsteater
- 1963 : Victor eller När barnen tar makten, de Roger Vitrac, escenografía de Mimi Pollak, Dramaten
- 1963 : Svejk i andra världskriget, de Bertolt Brecht, escenografía de Alf Sjöberg, Dramaten
- 1963 : The Beggar's Opera, de John Gay, escenografía de Per-Axel Branner, Dramaten
- 1964 : Tre knivar från Wei, de Harry Martinson, escenografía de Ingmar Bergman, Dramaten[7]
- 1964 : Hjälten på den gröna ön, de John Millington Synge, escenografía de Lars-Erik Liedholm, Dramaten
- 1964 : Å vilket härligt krig, de Charles Chilton, escenografía de Jackie Söderman, Dramaten
- 1965 : Madre Coraje y sus hijos, de Bertolt Brecht, escenografía de Alf Sjöberg, Dramaten
- 1965 : Yvonne, prinsessa av Bourgogne, de Witold Gombrowicz, escenografía de Alf Sjöberg, Dramaten
- 1966 : I afton improviserar vi, de Luigi Pirandello, escenografía de Mimi Pollak, Dramaten
- 1967 : Flickan i Montreal, de Lars Forssell, escenografía de Jackie Söderman, Dramaten
- 1967 : Un delicado equilibrio, de Edward Albee, escenografía de Bo Widerberg, Dramaten
- 1967 : Dödsdansen, de August Strindberg, escenografía de Ulf Palme, Dramaten
- 1967 : Así que pasen cinco años, de Federico García Lorca, escenografía de Donya Feuer, Dramaten
- 1970 : Brända tomten, de August Strindberg, escenografía de Alf Sjöberg, Dramaten
- 1971 : Sol, vad vill du mig?, de Birger Norman, escenografía de Ingvar Kjellson, Dramaten
- 1971 : Tartufo, de Molière, escenografía de Mimi Pollak, Dramaten
- 1971 : Modern, de Stanislaw Ignacy Witkiewicz, escenografía de Alf Sjöberg, Dramaten
- 1972 : El pato silvestre, de Henrik Ibsen, escenografía de Ingmar Bergman, Dramaten[8]
- 1974 : Británico, de Jean Racine, escenografía de Ernst Günther, Dramaten
- 1974 : Den jäktade, de Ludvig Holberg, Henning Moritzen, Dramaten
- 1975 : Staden spelar upp!, de Carl Zetterström, escenografía de Lars Amble, Dramaten
- 1977 : Ranstadvalsen, de Jan Guillou y Gunnar Ohrlander, escenografía de Margaretha Byström, Dramaten
- 1977 : Los endemoniados, de Fiódor Dostoyevski, escenografía de Ernst Günther, Dramaten
- 1979 : Kollontaj, de Agneta Pleijel, escenografía de Alf Sjöberg, Dramaten
- 1983 : Dödsdansen, de August Strindberg, escenografía de Göran Graffman, Dramaten
- 1985 : Gertrude Stein, Gertrude Stein, Gertrude Stein, de Marty Martin, escenografía de Brigitte Ornstein, Dramaten
- 1987 : Titta det blöder, de Kristina Lugn, escenografía de Staffan Roos, Dramaten
- 1988 : Mäster Olof, de August Strindberg, escenografía de Lennart Hjulström, Dramaten
- 1991 : Och ge oss skuggorna, de Lars Norén, escenografía de Björn Melander, Dramaten
- 1994 : Spöksonaten, de August Strindberg, escenografía de Andrzej Wajda, Dramaten
- 1995 : Tres mujeres altas, de Edward Albee, escenografía de Björn Melander, Dramaten
- 1996 : Fint folk, de Kent Andersson, escenografía de Thommy Berggren, Dramaten
- 1996 : Las preciosas ridículas, de Molière, escenografía de Thommy Berggren, Dramaten
- 1997 : Masterclass, de Terrence McNally, escenografía de Björn Melander, Dramaten
- 1998 : Los días felices, de Samuel Beckett, escenografía de Karl Dunér, Dramaten

## Selección de su filmografía
- 1949 : Bara en mor
- 1950 : Mamma gör revolution
- 1951 : Fröken Julie
- 1954 : Karin Månsdotter
- 1954 : Storm över Tjurö
- 1954 : Salka Valka
- 1958 : Nära livet
- 1961 : Lita på mej, älskling!
- 1961 : Swedenhielms (TV)
- 1961 : Lek ej med kärleken (TV)
- 1962 : Fru Warrens yrke (TV)
- 1962 : Värmlänningarna
- 1963 : Adam och Eva
- 1963 : Topaze (TV)
- 1964 : Bröllopsbesvär
- 1964 : Svenska bilder
- 1966 : Persona
- 1966 : Träfracken
- 1966 : Adamsson i Sverige
- 1968 : Bombi Bitt och jag (TV)
- 1969 : Bokhandlaren som slutade bada
- 1970 : Ministern
- 1972 : Mannen som slutade röka
- 1973 : Bröllopet
- 1974 : Vita nejlikan eller Den barmhärtige sybariten
- 1975 : Släpp fångarne loss, det är vår!
- 1978 : Picassos äventyr
- 1978 : En vandring i solen
- 1980 : Sverige åt svenskarna
- 1981 : Snacka går ju...
- 1981 : Sopor
- 1983 : Colombe (TV)
- 1985 : De flygande djävlarna
- 1986 : Gösta Berlings saga (TV)
- 1986 : Morrhår och ärtor
- 1989 : Jönssonligan på Mallorca
- 1990 : Den hemliga vännen
- 1990 : Kära farmor (TV)
- 1991 : Duo jag (TV)
- 1992 : Las mejores intenciones
- 1997 : Rika barn leka bäst
- 2000 : Gossip
- 2000 : Dinosaurio – voz de Eema
- 2002 : Karlsson på taket - voz